# Boussu
Boussu is een plaats en gemeente in de Belgische provincie Henegouwen, in het arrondissement Bergen. De gemeente telt ruim 20.000 inwoners. De huidige gemeente Boussu ontstond in 1977 bij de fusie van Belgische gemeenten door de samenvoeging van de toen opgeheven gelijknamige gemeente met Hornu.
Boussu ligt in de stedelijke omgeving van de stad Bergen, in het sterk verouderde industriegebied (onder meer steenkoolmijnen) van de Borinage, aan de rivier Hene. Vroeger werd er steenkool ontgonnen, maar de mijnen werden in 1961 gesloten en de economische reconversie van de streek verliep niet zonder problemen.

## Geschiedenis

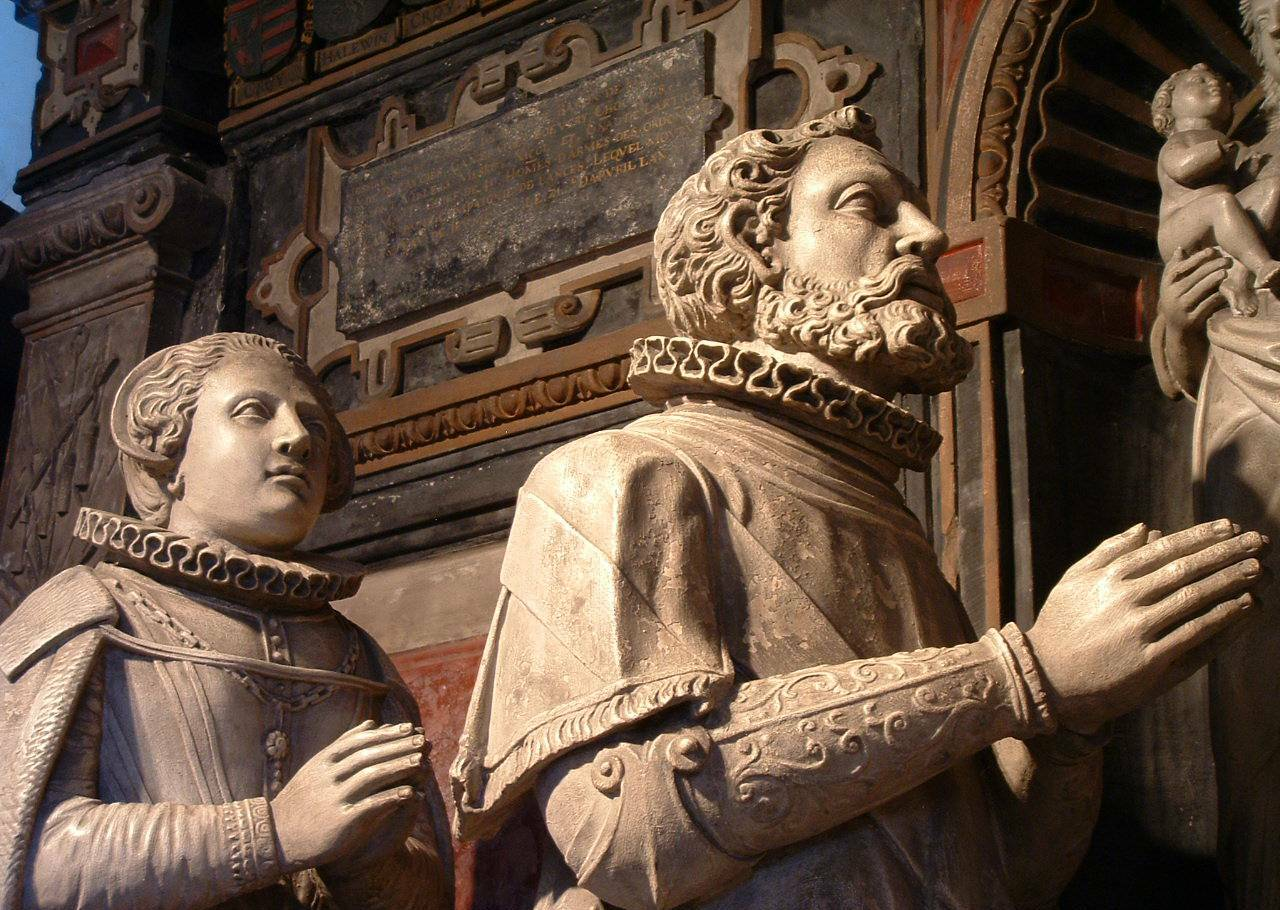
De grafkapel van de heren van Boussu (detail)

In de gemeente zijn archeologische vondsten gedaan uit het neolithicum en de Gallo-Romeinse periode. De naam Boussu wordt reeds in de 7e eeuw vermeld. De heerlijkheid van Boussu, die oorspronkelijk afhing van de graven van Namen, werd in 1530 door keizer Karel V tot zelfstandig graafschap verheven.
De gedeeltelijk gotische Sint-Gorikskerk dateert uit de 16e tot de 18e eeuw en bezit een opmerkelijke, gedeeltelijk romaanse grafkapel uit 1278. Van het imposante renaissancekasteel dat in 1539 door Jacques Dubrœucq werd gebouwd voor graaf Jan van Hénin-Liétard en reeds in 1554 door brand werd verwoest, blijven slechts enkele schamele resten over. Na een verbouwing in 1810 werd het in de Tweede Wereldoorlog onder meer als munitiedepot gebruikt en bij de Duitse aftocht in 1944 tot ontploffing gebracht.

## Kernen
Naast Boussu zelf heeft de fusiegemeente nog de deelgemeente Hornu, dat ten oosten van Boussu op de weg naar Bergen ligt, en eveneens sterk verstedelijkt is.

### Deelgemeenten
| # | Naam   | Opp. (km²) | Inwoners (2020) | Inwoners per km² | NIS-code |
| - | ------ | ---------- | --------------- | ---------------- | -------- |
| 1 | Boussu | 13,21      | 11.019          | 834              | 53014A   |
| 2 | Hornu  | 6,76       | 8.823           | 1.304            | 53014B   |

### Overige kernen
In het zuiden van Boussu ligt het gehucht en parochie Boussu-Bois, dat aansluit op de bebouwing van buurgemeente Dour.

## Bezienswaardigheden
- De Sint-Gorikskerk (Église Saint-Géry) heeft een 13e-eeuws gotisch koor en een kapel van 1278, een toren van 1501 en een schip van 1716. De kerk heeft een rijk interieur.
- Het Kasteel van Boussu heeft een rijke geschiedenis, werd na jarenlang verval herbouwd in 1810 maar in 1944 door de terugtrekkende Duitsers opgeblazen. Het domein dreigde opgekocht te worden ter verkaveling maar werd uiteindelijk veiliggesteld door de gemeente. In 1985 waren er opgravingen en in 1988 werd het domein beschermd. Wat er overbleef van het kasteel werd ingericht als museum.

## Natuur en landschap
Boussu is sterk getekend door de industrie en verstedelijking. Ten noorden van Boussu stroomt de Hene. De hoogte aan de kerk bedraagt 36 meter.

## Economie
In Boussu bevond zich de Ateliers de Construction Dorzée, een groot metaalconstructiebedrijf dat in 1804 ontstond en eind 19e eeuw zelfs stoomlocomotieven produceerde. Dit bedrijf ging in 1938 failliet.
Boussu kende verder nog tal van industriële bedrijven die echter in de 2e helft van de 20e eeuw hun deuren sloten. Wat bleef  en zich uitbreidde waren de winkelbedrijven langs de belangrijke doorgaande weg N51.

## Demografische ontwikkeling

### Demografische ontwikkeling voor de fusie
- Bron:NIS - Opm:1831 t/m 1970=volkstellingen; 1976= inwoneraantal op 31 december

### Demografische ontwikkeling van de fusiegemeente
Alle historische gegevens hebben betrekking op de huidige gemeente, inclusief deelgemeenten, zoals ontstaan na de fusie van 1 januari 1977.
- Bronnen:NIS, Opm:1831 tot en met 1981=volkstellingen; 1990 en later= inwonertal op 1 januari

| Inwoners van jaar tot jaar op 1 januari 1992 tot heden | Inwoners van jaar tot jaar op 1 januari 1992 tot heden | Inwoners van jaar tot jaar op 1 januari 1992 tot heden |
| jaar                                                   | Aantal                                                 | Evolutie: 1992=index 100                               |
| ------------------------------------------------------ | ------------------------------------------------------ | ------------------------------------------------------ |
| 1992                                                   | 20.685                                                 | 100,0                                                  |
| 1993                                                   | 20.727                                                 | 100,2                                                  |
| 1994                                                   | 20.621                                                 | 99,7                                                   |
| 1995                                                   | 20.567                                                 | 99,4                                                   |
| 1996                                                   | 20.498                                                 | 99,1                                                   |
| 1997                                                   | 20.353                                                 | 98,4                                                   |
| 1998                                                   | 20.208                                                 | 97,7                                                   |
| 1999                                                   | 20.050                                                 | 96,9                                                   |
| 2000                                                   | 20.059                                                 | 97,0                                                   |
| 2001                                                   | 20.081                                                 | 97,1                                                   |
| 2002                                                   | 20.023                                                 | 96,8                                                   |
| 2003                                                   | 20.038                                                 | 96,9                                                   |
| 2004                                                   | 19.957                                                 | 96,5                                                   |
| 2005                                                   | 20.061                                                 | 97,0                                                   |
| 2006                                                   | 20.058                                                 | 97,0                                                   |
| 2007                                                   | 20.118                                                 | 97,3                                                   |
| 2008                                                   | 20.193                                                 | 97,6                                                   |
| 2009                                                   | 20.049                                                 | 96,9                                                   |
| 2010                                                   | 20.104                                                 | 97,2                                                   |
| 2011                                                   | 20.069                                                 | 97,0                                                   |
| 2012                                                   | 19.896                                                 | 96,2                                                   |
| 2013                                                   | 19.772                                                 | 95,6                                                   |
| 2014                                                   | 19.703                                                 | 95,3                                                   |
| 2015                                                   | 19.846                                                 | 95,9                                                   |
| 2016                                                   | 19.748                                                 | 95,5                                                   |
| 2017                                                   | 19.773                                                 | 95,6                                                   |
| 2018                                                   | 19.856                                                 | 96,0                                                   |
| 2019                                                   | 19.824                                                 | 95,8                                                   |
| 2020                                                   | 19.846                                                 | 95,9                                                   |
| 2021                                                   | 19.842                                                 | 95,9                                                   |
| 2022                                                   | 19.913                                                 | 96,3                                                   |
| 2023                                                   | 20.096                                                 | 97,2                                                   |
| 2024                                                   | 20.283                                                 | 98,1                                                   |
| 2025                                                   | 20.401                                                 | 98,6                                                   |

## Politiek
Burgemeesters van Boussu waren:
- 1977-2006 : Robert Urbain
- 2006-2024 : Jean-Claude Debiève
- 2024-heden: Sandra Narcisi

### Resultaten gemeenteraadsverkiezingen sinds 1976
| Partij               | Partij                               | 10-10-1976 | 10-10-1976 | 10-10-1982 | 10-10-1982 | 9-10-1988 | 9-10-1988 | 9-10-1994 | 9-10-1994 | 8-10-2000 | 8-10-2000 | 8-10-2006 | 8-10-2006 | 14-10-2012 | 14-10-2012 | 14-10-2018 | 14-10-2018 | 13-10-2024 | 13-10-2024 |
| Stemmen / Zetels     | Stemmen / Zetels                     | %          | 27         | %          | 27         | %         | 27        | %         | 27        | %         | 27        | %         | 27        | %          | 25         | %          | 25         | %          | 27         |
| -------------------- | ------------------------------------ | ---------- | ---------- | ---------- | ---------- | --------- | --------- | --------- | --------- | --------- | --------- | --------- | --------- | ---------- | ---------- | ---------- | ---------- | ---------- | ---------- |
|                      | PS                                   | 65,11      | 19         | 69,28      | 22         | 72,23     | 22        | 64,57     | 20        | 54,84     | 17        | 56,18     | 17        | 52,14      | 15         | 47,92      | 16         | 52,90      | 15         |
|                      | PSC1 / CDH2 / AgoraA/ Les Engagés3   | -          |            | -          |            | -         |           | 11,781    | 2         | 10,721    | 2         | 14,652    | 3         | 7,772      | 1          | 11,28A     | 3          | 22,163     | 6          |
|                      | ECOLO1 / AgoraA / AlternatiVB        | -          |            | -          |            | -         |           | 14,621    | 3         | 20,371    | 6         | 17,811    | 5         | 15,21      | 3          | 11,28A     | 3          | 24,94B     | 6          |
|                      | PRL1 / PRL-MCC2 / MR3 / AlternatiV B | -          |            | -          |            | -         |           | 9,041     | 2         | 10,62     | 2         | 11,363    | 2         | 9,263      | 2          | 4,643      | 0          | 24,94B     | 6          |
|                      | ECHO1/ AlternatiVB                   | -          |            | -          |            | -         |           | -         |           | -         |           | -         |           | -          |            | 15,712     | 4          | 24,94B     | 6          |
|                      | RC1/ AlternatiVB                     | -          |            | -          |            | -         |           | -         |           | -         |           | -         |           | 15,631     | 4          | 10,931     | 2          | 24,94B     | 6          |
|                      | PCB1 / PC2                           | 18,71      | 4          | 10,051     | 2          | 4,331     | 0         | -         |           | 3,482     | 0         | -         |           | -          |            | -          |            | -          |            |
|                      | ROC                                  | -          |            | -          |            | 18,74     | 5         | -         |           | -         |           | -         |           | -          |            | -          |            | -          |            |
|                      | UC                                   | 16,19      | 4          | 7,37       | 1          | -         |           | -         |           | -         |           | -         |           | -          |            | -          |            | -          |            |
|                      | SC                                   | -          |            | 9,86       | 2          | -         |           | -         |           | -         |           | -         |           | -          |            | -          |            | -          |            |
| Anderen(*)           | Anderen(*)                           | -          |            | 3,44       | 0          | 4,71      | 0         | -         |           | -         |           | -         |           | -          |            | 9,51       | 0          | -          |            |
| Totaal stemmen       | Totaal stemmen                       | 12865      | 12865      | 12097      | 12097      | 11819     | 11819     | 11769     | 11769     | 12269     | 12269     | 12629     | 12629     | 11985      | 11985      | 12149      | 12149      | 11580      | 11580      |
| Opkomst %            | Opkomst %                            |            |            |            |            | 91,68     | 91,68     | 91,35     | 91,35     | 91,21     | 91,21     | 91,04     | 91,04     | 86,01      | 86,01      | 85,76      | 85,76      | 81,04      | 81,04      |
| Blanco en ongeldig % | Blanco en ongeldig %                 | 6,06       | 6,06       | 5,6        | 5,6        | 5,98      | 5,98      | 8,04      | 8,04      | 9,63      | 9,63      | 9,14      | 9,14      | 10,99      | 10,99      | 12,21      | 12,21      | 11,65      | 11,65      |

(*) 1982: CASMAD (1,92%), W (1,52%) / 1988: RSC (4,71%) / 2018: J'existe (4,36%), Parti Populaire (2,93%), La Droite (2,22%)
Het aantal zetels van de bestuursmeerderheid wordt vet aangegeven. De grootste partij staat in kleur.

## Geboren
- Jan V van Hénin (1499-1562), Habsburgs militair en staatsman
- Georges Cordier (1901-1941), politicus
- Marcel Moreau (1933-2020), schrijver
- Hadja Lahbib (1970), journaliste en politica[6]

## Nabijgelegen kernen
Boussu-Bois, Hornu, Saint-Ghislain, Hainin

## Noot
1. ↑  Deze plaats Boussu dient onderscheiden te worden van twee andere gelijknamige plaatsen in België, namelijk Boussu-en-Fagne en Boussu-lez-Walcourt.
2. ↑  https://view.officeapps.live.com/op/view.aspx?src=https%3A%2F%2Fstatbel.fgov.be%2Fsites%2Fdefault%2Ffiles%2Ffiles%2Fdocuments%2Fbevolking%2F5.1%2520Structuur%2520van%2520de%2520bevolking%2FBevolking_per_gemeente.xlsx&wdOrigin=BROWSELINK
3. ↑  1976-2000:Verkiezingsdatabase Binnenlandse Zaken. Gearchiveerd op 10 januari 2022.
4. ↑  Gegevens 2006: elections2006.wallonie.be:. Gearchiveerd op 9 januari 2018. Geraadpleegd op 25 december 2012.
5. ↑  Gegevens 2012: elections2012.wallonie.be
6. ↑  Wie is Hadja Lahbib (52), nieuwe minister van Buitenlandse Zaken?. www.hln.be (22 juli 2022). Gearchiveerd op 14 augustus 2022. Geraadpleegd op 14 augustus 2022.

Aat · Aiseau-Presles · Anderlues · Antoing · Beaumont · Belœil · Bergen · Bernissart · Binche · Boussu · Brugelette · Brunehaut · Celles · Chapelle-lez-Herlaimont · Charleroi · Châtelet · Chièvres · Chimay · Colfontaine · Courcelles · Doornik · Dour · Écaussinnes · Edingen · Elzele · Erquelinnes · Estaimpuis · Estinnes · Farciennes · Fleurus · Fontaine-l'Évêque · Frameries · Frasnes-lez-Anvaing · Froidchapelle · Gerpinnes · 's-Gravenbrakel · Ham-sur-Heure-Nalinnes · Hensies · Honnelles · Jurbeke · Komen-Waasten · La Louvière · Le Rœulx · Lens · Les Bons Villers · Lessen · Leuze-en-Hainaut · Lobbes · Manage · Merbes-le-Château · Moeskroen · Momignies · Mont-de-l'Enclus · Montigny-le-Tilleul · Morlanwelz · Opzullik · Pecq · Péruwelz · Pont-à-Celles · Quaregnon · Quévy · Quiévrain · Rumes · Saint-Ghislain · Seneffe · Sivry-Rance · Thuin · Vloesberg · Zinnik

België: Provincies · Gemeenten